# Chery Tiggo 9
O Chery Tiggo 9 é um SUV crossover de grande porte de 3 fileiras de bancos (7 lugares) produzido pela Chery sob a série de produtos Tiggo desde 2023. O Tiggo 9 foi posicionado como o carro-chefe da série Tiggo acima da família Tiggo 8 e está disponível como um modelo de 5 lugares e um modelo de 7 lugares com 3 fileiras de bancos.